# Turn- und Sportverein München von 1860 1999-2000
Questa voce raccoglie le informazioni riguardanti il Turn- und Sportverein München von 1860 nelle competizioni ufficiali della stagione 1999-2000.

## Stagione
Nella stagione 1999-2000 il Monaco 1860, allenato da Werner Lorant, concluse il campionato di Bundesliga al 4º posto. In Coppa di Germania il Monaco 1860 fu eliminato al terzo turno dall'Eintracht Treviri.

## Rosa
| N. |                        | Ruolo | Calciatore         |
| -- | ---------------------- | ----- | ------------------ |
| 1  | Germania (bandiera)    | P     | Michael Hofmann    |
| 2  | Germania (bandiera)    | D     | Stephan Paßlack    |
| 3  | Australia (bandiera)   | D     | Ned Zelić          |
| 4  | Germania (bandiera)    | D     | Marco Kurz         |
| 5  | Paesi Bassi (bandiera) | D     | Gerald Vanenburg   |
| 6  | Rep. Ceca (bandiera)   | C     | Roman Týce         |
| 7  | Austria (bandiera)     | C     | Marcus Pürk        |
| 8  | Austria (bandiera)     | C     | Christian Prosenik |
| 9  | Germania (bandiera)    | A     | Martin Max         |
| 10 | Germania (bandiera)    | C     | Thomas Häßler      |
| 11 | Germania (bandiera)    | A     | Bernhard Winkler   |
| 12 | Croazia (bandiera)     | C     | Filip Tapalović    |
| 13 | Austria (bandiera)     | C     | Harald Cerny       |
| 15 | Germania (bandiera)    | D     | Holger Greilich    |
| 16 | Germania (bandiera)    | C     | Christian Holzer   |

| N. |                         | Ruolo | Calciatore            |
| -- | ----------------------- | ----- | --------------------- |
| 17 | Bulgaria (bandiera)     | C     | Daniel Borimirov      |
| 18 | Australia (bandiera)    | A     | Paul Agostino         |
| 19 | Germania (bandiera)     | D     | Guido Gorges          |
| 20 | Rep. Ceca (bandiera)    | C     | Martin Čížek          |
| 21 | Germania (bandiera)     | A     | Markus Schroth        |
| 22 | Germania (bandiera)     | P     | Daniel Hoffmann       |
| 23 | Germania (bandiera)     | C     | Thomas Riedl          |
| 27 | Germania (bandiera)     | C     | Michael Öller         |
| 28 | Germania (bandiera)     | C     | Thomas Meggle         |
| 29 | Germania (bandiera)     | A     | Olaf Bodden           |
| 33 | RD del Congo (bandiera) | C     | Michél Mazingu-Dinzey |
| 35 | Nigeria (bandiera)      | C     | Awudu Issaka          |
| 36 | Austria (bandiera)      | D     | Martin Stranzl        |
| 38 | Germania (bandiera)     | P     | Markus Esche          |
| 39 | Rep. Ceca (bandiera)    | D     | Tomáš Votava          |

## Organigramma societario
Area tecnica
- Allenatore: Werner Lorant
- Allenatore in seconda: Peter Pacult
- Preparatore dei portieri: Claus Boden
- Preparatori atletici:

## Calciomercato

### Sessione estiva
| Acquisti | Acquisti           | Acquisti            | Acquisti |
| R.       | Nome               | da                  | Modalità |
| -------- | ------------------ | ------------------- | -------- |
| C        | Thomas Häßler      | Borussia Dortmund   |          |
| A        | Martin Max         | Schalke 04          |          |
| C        | Thomas Meggle      | St. Pauli           |          |
| D        | Stephan Paßlack    | Borussia M'gladbach |          |
| C        | Christian Prosenik | Rapid Vienna        |          |
| C        | Marcus Pürk        | Rapid Vienna        |          |
| C        | Thomas Riedl       | Kaiserslautern      |          |
| C        | Filip Tapalović    | Schalke 04          |          |
| D        | Tomáš Votava       | Sparta Praga        |          |

| Cessioni | Cessioni           | Cessioni              | Cessioni |
| R.       | Nome               | a                     | Modalità |
| -------- | ------------------ | --------------------- | -------- |
| C        | Manfred Bender     | Karlsruhe             |          |
| C        | Horst Heldt        | Eintracht Francoforte |          |
| A        | Bernd Hobsch       | Norimberga            |          |
| D        | Jochen Kientz      | Paniōnios             |          |
| C        | Stefan Malz        | Arsenal               |          |
| P        | Bernd Meier        | Borussia M'gladbach   |          |
| C        | Abderrahim Ouakili | TeBe Berlino          |          |

### Sessione invernale
| Acquisti | Acquisti | Acquisti | Acquisti |
| R.       | Nome     | da       | Modalità |
| -------- | -------- | -------- | -------- |

| Cessioni | Cessioni       | Cessioni   | Cessioni |
| R.       | Nome           | a          | Modalità |
| -------- | -------------- | ---------- | -------- |
| C        | Thomas Richter | Magdeburgo |          |

## Risultati

### Bundesliga

#### Girone di andata
| Arbitro: | Fandel |

|                     |           |                    |
| Banza 75’ Nowak 89’ | Marcatori | 17’ (aut.) Thomsen |

| Arbitro: | Meyer |

|                                            |           |            |
| Max 19’, 25’ Häßler 23’ (rig.) Paßlack 31’ | Marcatori | 17’ Unsöld |

| Arbitro: | Krug |

|                                        |           |  |
| Tskitishvili 44’ Güneş 80’ Slimane 88’ | Marcatori |  |

| Arbitro: | Fröhlich |

|                   |           |  |
| Max 25’ Cerny 83’ | Marcatori |  |

| Arbitro: | Merk |

|  |           |                                      |
|  | Marcatori | 24’ Möller 42’ (aut.) Kurz 62’ Bobic |

| Rostock 25 settembre 1999, ore 15:30 CEST 6ª giornata | Hansa Rostock | 0 – 0 referto | Monaco 1860 | Ostseestadion (18 000 spett.)\| Arbitro: \| Berg \| |
| Arbitro:                                              | Berg          |               |             |                                                     |

| Arbitro: | Weiner |

|                                                      |           |  |
| Max 22’, 67’ (rig.) Häßler 61’ Týce 71’ Agostino 89’ | Marcatori |  |

| Arbitro: | Krug |

|                   |           |                                        |
| Herzog 73’ (rig.) | Marcatori | 9’ Tapalović 60’ Winkler 90’ Borimirov |

| Monaco di Baviera 23 ottobre 1999, ore 15:30 CEST 9ª giornata | Monaco 1860 | 0 – 0 referto | Amburgo | Stadio Olimpico (32 300 spett.)\| Arbitro: \| Merk \| |
| Arbitro:                                                      | Merk        |               |         |                                                       |

| Arbitro: | Koop |

|                    |           |             |
| Kirsten 61’ (rig.) | Marcatori | 90’ Winkler |

| Arbitro: | Wagner |

|                            |           |             |
| Prosenik 18’ Tapalović 84’ | Marcatori | 62’ Schwarz |

| Arbitro: | Zerr |

|                               |           |  |
| Reiss 34’ Bugera 54’ Voss 90’ | Marcatori |  |

| Arbitro: | Heynemann |

|           |           |  |
| Riedl 85’ | Marcatori |  |

| Arbitro: | Steinborn |

|           |           |                                     |
| Thiam 64’ | Marcatori | 33’ Schroth 54’ Zelić 83’ Borimirov |

| Arbitro: | Jansen |

|                              |           |                           |
| Häßler 19’ Max 55’ Cerny 71’ | Marcatori | 23’ Wilmots 35’, 89’ Sand |

| Arbitro: | Fandel |

|                    |           |         |
| Konstantinidis 71’ | Marcatori | 52’ Max |

| Arbitro: | Krug |

|                          |           |                      |
| Max 4’ Häßler 75’ (rig.) | Marcatori | 15’ (rig.) Djorkaeff |

#### Girone di ritorno
| Arbitro: | Steinborn |

|             |           |                    |
| Winkler 40’ | Marcatori | 10’, 78’ Juskowiak |

| Arbitro: | Jansen |

|                                    |           |  |
| Otto 4’ de Haar 14’ Scharinger 73’ | Marcatori |  |

| Arbitro: | Aust |

|                                      |           |          |
| Zelić 17’ Häßler 66’ Golz 79’ (aut.) | Marcatori | 21’ Kohl |

| Arbitro: | Berg |

|                                  |           |             |
| Kutschera 6’ Heldt 23’ Salou 56’ | Marcatori | 36’ Schroth |

| Arbitro: | Fröhlich |

|           |           |         |
| Bobic 82’ | Marcatori | 64’ Max |

| Arbitro: | Kemmling |

|                                     |           |                              |
| Max 44’, 48’, 58’ Häßler 63’ (rig.) | Marcatori | 27’, 51’ Arvidsson 90’ Lantz |

| Arbitro: | Zerr |

|                   |           |                           |
| Labbadia 41’, 45’ | Marcatori | 68’ Max 81’ (rig.) Häßler |

| Arbitro: | Strampe |

|          |           |  |
| Kurz 51’ | Marcatori |  |

| Arbitro: | Fröhlich |

|                        |           |  |
| Präger 45’ Cardoso 53’ | Marcatori |  |

| Arbitro: | Wagner |

|             |           |                      |
| Schroth 55’ | Marcatori | 46’ Rink 52’ Kirsten |

| Arbitro: | Keßler |

|             |           |              |
| Seifert 47’ | Marcatori | 90’ Agostino |

| Arbitro: | Weiner |

|                               |           |             |
| Max 3’, 42’ Agostino 29’, 81’ | Marcatori | 84’ Tøfting |

| Arbitro: | Fandel |

|            |           |                             |
| Scholl 29’ | Marcatori | 22’ Max 40’ (aut.) Jeremies |

| Arbitro: | Jansen |

|            |           |           |
| Häßler 89’ | Marcatori | 84’ Hosny |

| Arbitro: | Meyer |

|                       |           |              |
| Kamphuis 36’ Thon 43’ | Marcatori | 26’, 65’ Max |

| Arbitro: | Krug |

|                            |           |          |
| Schmidt 22’ (aut.) Max 58’ | Marcatori | 77’ Daei |

| Arbitro: | Aust |

|           |           |                   |
| Ramzy 55’ | Marcatori | 67’ (aut.) Basler |

### Coppa di Germania
| Arbitro: | Werthmann |

|  |           |                                |
|  | Marcatori | 8’ Max 28’ Schroth 50’ Paßlack |

| Arbitro: | Jansen |

|                 |           |         |
| Thömmes 2’, 57’ | Marcatori | 33’ Max |

## Statistiche

### Statistiche di squadra
| Competizione      | Punti | In casa | In casa | In casa | In casa | In casa | In casa | In trasferta | In trasferta | In trasferta | In trasferta | In trasferta | In trasferta | Totale | Totale | Totale | Totale | Totale | Totale | DR |
| Competizione      | Punti | G       | V       | N       | P       | Gf      | Gs      | G            | V            | N            | P            | Gf           | Gs           | G      | V      | N      | P      | Gf     | Gs     | DR |
| ----------------- | ----- | ------- | ------- | ------- | ------- | ------- | ------- | ------------ | ------------ | ------------ | ------------ | ------------ | ------------ | ------ | ------ | ------ | ------ | ------ | ------ | -- |
| Bundesliga        | 53    | 17      | 11      | 3       | 3       | 36      | 20      | 17           | 3            | 8            | 6            | 19           | 28           | 34     | 14     | 11     | 9      | 55     | 48     | +7 |
| Coppa di Germania | -     | 0       | 0       | 0       | 0       | 0       | 0       | 2            | 1            | 0            | 1            | 4            | 2            | 2      | 1      | 0      | 1      | 4      | 2      | +2 |
| Totale            | 53    | 17      | 11      | 3       | 3       | 36      | 20      | 19           | 4            | 8            | 7            | 23           | 30           | 36     | 15     | 11     | 10     | 59     | 50     | +9 |

### Andamento in campionato
| Giornata  | 1  | 2 | 3  | 4 | 5  | 6  | 7 | 8 | 9 | 10 | 11 | 12 | 13 | 14 | 15 | 16 | 17 | 18 | 19 | 20 | 21 | 22 | 23 | 24 | 25 | 26 | 27 | 28 | 29 | 30 | 31 | 32 | 33 | 34 |
| --------- | -- | - | -- | - | -- | -- | - | - | - | -- | -- | -- | -- | -- | -- | -- | -- | -- | -- | -- | -- | -- | -- | -- | -- | -- | -- | -- | -- | -- | -- | -- | -- | -- |
| Luogo     | T  | C | T  | C | C  | T  | C | T | C | T  | C  | T  | C  | T  | C  | T  | C  | C  | T  | C  | T  | T  | C  | T  | C  | T  | C  | T  | C  | T  | C  | T  | C  | T  |
| Risultato | P  | V | P  | V | P  | N  | V | V | N | N  | V  | P  | V  | V  | N  | N  | V  | P  | P  | V  | P  | N  | V  | N  | V  | P  | P  | N  | V  | V  | N  | N  | V  | N  |
| Posizione | 15 | 6 | 11 | 7 | 12 | 12 | 7 | 5 | 7 | 7  | 5  | 7  | 7  | 4  | 4  | 5  | 4  | 5  | 5  | 5  | 6  | 5  | 4  | 4  | 4  | 4  | 5  | 7  | 5  | 4  | 5  | 5  | 4  | 4  |

Legenda:

Luogo: C = Casa; T = Trasferta. Risultato: V = Vittoria; N = Pareggio; P = Sconfitta.

### Statistiche dei giocatori
| Giocatore         | Bundesliga | Bundesliga | Bundesliga  | Bundesliga | Coppa di Germania | Coppa di Germania | Coppa di Germania | Coppa di Germania | Totale   | Totale | Totale      | Totale     |
| Giocatore         | Presenze   | Reti       | Ammonizioni | Espulsioni | Presenze          | Reti              | Ammonizioni       | Espulsioni        | Presenze | Reti   | Ammonizioni | Espulsioni |
| ----------------- | ---------- | ---------- | ----------- | ---------- | ----------------- | ----------------- | ----------------- | ----------------- | -------- | ------ | ----------- | ---------- |
| P. Agostino       | 18         | 4          | 0           | 0          | 2                 | 0                 | 0                 | 0                 | 20       | 4      | 0           | 0          |
| O. Bodden         | 0          | 0          | 0           | 0          | 0                 | 0                 | 0                 | 0                 | 0        | 0      | 0           | 0          |
| D. Borimirov      | 20         | 2          | 2           | 0          | 2                 | 0                 | 0                 | 0                 | 22       | 2      | 2           | 0          |
| H. Cerny          | 32         | 2          | 6           | 0          | 2                 | 0                 | 0                 | 0                 | 34       | 2      | 6           | 0          |
| M. Esche          | 0          | 0          | 0           | 0          | 0                 | 0                 | 0                 | 0                 | 0        | 0      | 0           | 0          |
| G. Gorges         | 0          | 0          | 0           | 0          | 0                 | 0                 | 0                 | 0                 | 0        | 0      | 0           | 0          |
| H. Greilich       | 20         | 0          | 6           | 1          | 0                 | 0                 | 0                 | 0                 | 20       | 0      | 6           | 1          |
| D. Hoffmann       | 31         | 0          | 2           | 0          | 2                 | 0                 | 0                 | 0                 | 33       | 0      | 2           | 0          |
| M. Hofmann        | 4          | 0          | 1           | 0          | 0                 | 0                 | 0                 | 0                 | 4        | 0      | 1           | 0          |
| C. Holzer         | 0          | 0          | 0           | 0          | 0                 | 0                 | 0                 | 0                 | 0        | 0      | 0           | 0          |
| T. Häßler         | 33         | 8          | 5           | 0          | 2                 | 0                 | 0                 | 0                 | 35       | 8      | 5           | 0          |
| M. Kurz           | 26         | 1          | 10          | 0          | 2                 | 0                 | 1                 | 0                 | 28       | 1      | 11          | 0          |
| M. Max            | 32         | 19         | 1           | 0          | 2                 | 2                 | 0                 | 0                 | 34       | 21     | 1           | 0          |
| M. Mazingu-Dinzey | 1          | 0          | 0           | 0          | 0                 | 0                 | 0                 | 0                 | 1        | 0      | 0           | 0          |
| T. Meggle         | 0          | 0          | 0           | 0          | 0                 | 0                 | 0                 | 0                 | 0        | 0      | 0           | 0          |
| S. Paßlack        | 24         | 1          | 6           | 1          | 2                 | 1                 | 0                 | 0                 | 26       | 2      | 6           | 1          |
| C. Prosenik       | 19         | 1          | 2           | 1          | 1                 | 0                 | 0                 | 0                 | 20       | 1      | 2           | 1          |
| M. Pürk           | 10         | 0          | 1           | 0          | 2                 | 0                 | 0                 | 0                 | 12       | 0      | 1           | 0          |
| T. Riedl          | 22         | 1          | 6           | 0          | 2                 | 0                 | 1                 | 0                 | 24       | 1      | 7           | 0          |
| M. Schroth        | 22         | 3          | 2           | 0          | 2                 | 1                 | 0                 | 0                 | 24       | 4      | 2           | 0          |
| M. Stranzl        | 22         | 0          | 5           | 0          | 0                 | 0                 | 0                 | 0                 | 22       | 0      | 5           | 0          |
| F. Tapalović      | 22         | 2          | 4           | 0          | 0                 | 0                 | 0                 | 0                 | 22       | 2      | 4           | 0          |
| R. Týce           | 25         | 1          | 7           | 0          | 1                 | 0                 | 0                 | 0                 | 26       | 1      | 7           | 0          |
| G. Vanenburg      | 16         | 0          | 3           | 0          | 1                 | 0                 | 0                 | 0                 | 17       | 0      | 3           | 0          |
| T. Votava         | 2          | 0          | 1           | 0          | 0                 | 0                 | 0                 | 0                 | 2        | 0      | 1           | 0          |
| B. Winkler        | 22         | 3          | 3           | 0          | 2                 | 0                 | 0                 | 0                 | 24       | 3      | 3           | 0          |
| N. Zelić          | 23         | 2          | 5           | 1          | 1                 | 0                 | 0                 | 0                 | 24       | 2      | 5           | 1          |
| M. Öller          | 0          | 0          | 0           | 0          | 0                 | 0                 | 0                 | 0                 | 0        | 0      | 0           | 0          |
| M. Čížek          | 19         | 0          | 3           | 0          | 0                 | 0                 | 0                 | 0                 | 19       | 0      | 3           | 0          |